# Independent Spirit Award/Bester Nebendarsteller

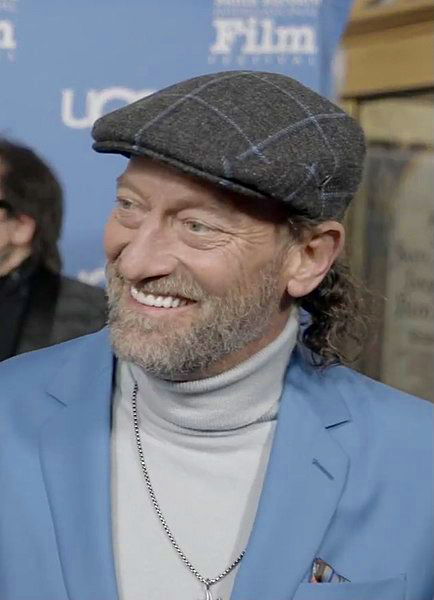
Letzter Preisträger 2022: der spätere Oscar-Gewinner Troy Kotsur (Coda)

Der Independent Spirit Award in der Kategorie Bester Nebendarsteller (Best Supporting Male) wurde von 1988 bis 2022 verliehen. Damit ehrte die Organisation Film Independent den aus ihrer Sicht besten Schauspieler des vergangenen Kinojahres in einer Nebenrolle. Im Jahr 2023 wurde die Kategorie durch den genderneutralen Preis für die Beste Nebenrolle ersetzt.
2007, 2012, 2014, 2015, 2018 und 2022 stimmte der Preisträger mit dem Oscar-Gewinner in der Kategorie Bester Nebendarsteller überein.
| Statistik                          | Name             | Anzahl | Jahr               |
| Häufigste Auszeichnungen           | Steve Buscemi    | 2      | 1993, 2002         |
| Häufigste Auszeichnungen           | Benicio del Toro | 2      | 1996, 1997         |
| Häufigste Auszeichnungen           | Willem Dafoe     | 2      | 2001, 2020         |
| Häufigste Nominierungen (* = Sieg) | Steve Buscemi    | 3      | 1990, 1993*, 2002* |
| Häufigste Nominierungen (* = Sieg) | David Strathairn | 3      | 1988, 1992*, 1993  |
| Häufigste Nominierungen ohne Sieg  | Gary Farmer      | 3      | 1990, 1997, 1999   |

## 1980er-Jahre
1988
Morgan Freeman – Glitzernder Asphalt (Street Smart)
- Wings Hauser – Harte Männer tanzen nicht (Tough Guys Don’t Dance)
- James Earl Jones – Matewan
- Vincent Price – Wale im August (The Whales of August)
- David Strathairn – Matewan

1989
Lou Diamond Phillips – Stand and Deliver
- Ernest Borgnine – Brooklyn Kid (Spike of Bensonhurst)
- Divine – Hairspray
- John Lone – Wilde Jahre in Paris (The Moderns)
- John Turturro – Five Corners

## 1990er-Jahre
1990
Max Perlich – Drugstore Cowboy
- Steve Buscemi – Mystery Train
- Scott Coffey – Shag – More Dancing (Shag)
- Gary Farmer – Zwei Cheyenne auf dem Highway (Powwow Highway)
- Screamin’ Jay Hawkins – Mystery Train

1991
Bruce Davison – Freundschaft fürs Leben (Longtime Companion)
- Willem Dafoe – Wild at Heart – Die Geschichte von Sailor und Lula (Wild at Heart)
- Robin Harris – House Party
- Ben Lang – Das Komplott gegen Harry (Das Komplott gegen Harry)
- Tom Towles – Henry: Portrait of a Serial Killer: Tom Towles

1992
David Strathairn – Stadt der Hoffnung (City of Hope)
- William H. Macy – Homicide – Mordkommission (Homicide)
- John Malkovich – Geboren in Queens (Queens Logic)
- George T. Odom – Straight Out of Brooklyn
- Glenn Plummer – Sein letztes Spiel (Pastime)

1993
Steve Buscemi – Reservoir Dogs – Wilde Hunde (Reservoir Dogs)
- William Forsythe – Waterdance
- Jeff Goldblum – Jenseits der weißen Linie (Deep Cover)
- Wesley Snipes – Waterdance
- David Strathairn – Passion Fish

1994
Christopher Lloyd – Twenty Bucks – Geld stinkt nicht – oder doch? (Twenty Bucks)
- David Chung – Little Jo – Eine Frau unter Wölfen (The Ballad of Little Jo)
- Tate Donovan – Der ganz normale Wahnsinn (Inside Monkey Zetterland)
- Todd Field – Ruby in Paradise
- Edward Furlong – American Heart – Die zweite Chance (American Heart)

1995
Chazz Palminteri – Bullets Over Broadway
- Giancarlo Esposito – Fresh
- Larry Pine – Vanja auf der 42. Straße (Vanya on 42nd Street)
- Eric Stoltz – Pulp Fiction
- Nicholas Turturro – Zoff in Federal Hill (Federal Hill)

1996
Benicio Del Toro – Die üblichen Verdächtigen (The Usual Suspects)
- James LeGros – Living in Oblivion
- David Morse – Crossing Guard – Es geschah auf offener Straße (Crossing Guard)
- Max Perlich – Georgia
- Harold Perrineau – Smoke

1997
Benicio Del Toro – Basquiat
- Kevin Corrigan – Walking and Talking
- Matthew Faber – Willkommen im Tollhaus (Welcome to the Dollhouse)
- Gary Farmer – Dead Man
- Richard Jenkins – Flirting with Disaster – Ein Unheil kommt selten allein (Flirting with Disaster)

1998
Jason Lee – Chasing Amy
- Efrain Figueroa – Star Maps
- Samuel L. Jackson – Last Exit Reno (Sydney)
- Ajay Naidu – subUrbia - Sixpacks, Sex + Supermarkets (SubUrbia)
- Roy Scheider – Das Familien-Geheimnis (The Myth of Fingerprints)

1999
Bill Murray – Rushmore
- James Coburn – Der Gejagte (Affliction)
- Charles S. Dutton – Blindes Vertrauen (Blind Faith)
- Gary Farmer – Smoke Signals
- Philip Seymour Hoffman – Happiness

## 2000er-Jahre
2000
Steve Zahn – Happy, Texas
- Charles S. Dutton – Cookie’s Fortune – Aufruhr in Holly Springs (Cookie’s Fortune)
- Luis Guzmán – The Limey
- Terrence Howard – The Best Man – Hochzeit mit Hindernissen (The Best Man)
- Clark Gregg – Die Abenteuer des Sebastian Cole (The Adventures of Sebastian Cole)

2001
Willem Dafoe – Shadow of the Vampire
- Cole Hauser – Tigerland
- Gary Oldman – Rufmord – Jenseits der Moral (The Contender)
- Giovanni Ribisi – The Gift – Die dunkle Gabe (The Gift)
- Billy Dee Williams – The Visit

2002
Steve Buscemi – Ghost World
- Don Cheadle – Things Behind the Sun
- Billy Kay – L.I.E. – Long Island Expressway (L.I.E.)
- Garrett Morris – Jackpot
- John C. Reilly – Beziehungen und andere Katastrophen (The Anniversary Party)

2003
Dennis Quaid – Dem Himmel so fern (Far from Heaven)
- Alan Arkin – Thirteen Conversations About One Thing
- Ray Liotta – Narc
- John C. Reilly – The Good Girl
- Peter Weller – Ivansxtc

2004
Djimon Hounsou – In America
- Judah Friedlander – American Splendor
- Troy Garity – Soldier’s Girl
- Alessandro Nivola – Laurel Canyon
- Peter Sarsgaard – Shattered Glass

2005
Thomas Haden Church – Sideways
- Jon Gries – Napoleon Dynamite
- Aidan Quinn – Cavedweller
- Roger Robinson – Brother to Brother
- Peter Sarsgaard – Kinsey – Die Wahrheit über Sex (Kinsey)

2006
Matt Dillon – L.A. Crash (Crash)
- Firdous Bamji – The War Within
- Jesse Eisenberg – Der Tintenfisch und der Wal (The Squid and the Whale)
- Barry Pepper – Three Burials – Die drei Begräbnisse des Melquiades Estrada (The Three Burials of Melquiades Estrada)
- Jeffrey Wright – Broken Flowers

2007
Alan Arkin – Little Miss Sunshine
- Raymond J. Barry – Steel City
- Daniel Craig – Kaltes Blut – Auf den Spuren von Truman Capote (Infamous)
- Paul Dano – Little Miss Sunshine
- Channing Tatum – Kids – In den Straßen New Yorks (A Guide to Recognizing Your Saints)

2008
Chiwetel Ejiofor – Talk to Me
- Marcus Carl Franklin – I’m Not There
- Kene Holliday – Great World of Sound
- Irrfan Khan – Namesake – Zwei Welten, eine Reise (The Namesake)
- Steve Zahn – Rescue Dawn

2009
James Franco – Milk
- Anthony Mackie – Tödliches Kommando – The Hurt Locker (The Hurt Locker)
- Charlie McDermott – Frozen River
- Jim Myron Ross – Ballast
- Haaz Sleiman – Ein Sommer in New York – The Visitor (The Visitor)

## 2010er-Jahre
2010
Woody Harrelson – The Messenger – Die letzte Nachricht (The Messenger)
- Jemaine Clement – Gentlemen Broncos
- Christian McKay – Ich & Orson Welles (Me and Orson Welles)
- Ray McKinnon – That Evening Sun
- Christopher Plummer – Ein russischer Sommer (The Last Station)

2011
John Hawkes – Winter’s Bone
- Samuel L. Jackson – Mütter und Töchter (Mother and Child)
- Bill Murray – Am Ende des Weges – Eine wahre Lügengeschichte (Get Low)
- John Ortiz – Jack in Love (Jack Goes Boating)
- Mark Ruffalo – The Kids Are All Right

2012
Christopher Plummer – Beginners
- Albert Brooks – Drive
- John Hawkes – Martha Marcy May Marlene
- John C. Reilly – Willkommen in Cedar Rapids (Cedar Rapids)
- Corey Stoll – Midnight in Paris

2013
Matthew McConaughey – Magic Mike
- David Oyelowo – Middle of Nowhere
- Michael Peña – End of Watch
- Sam Rockwell – 7 Psychos (Seven Psychopaths)
- Bruce Willis – Moonrise Kingdom

2014
Jared Leto – Dallas Buyers Club
- Michael Fassbender – 12 Years a Slave
- Will Forte – Nebraska
- James Gandolfini – Genug gesagt (Enough Said)
- Keith Stanfield – Short Term 12

2015
J. K. Simmons – Whiplash
- Riz Ahmed – Nightcrawler – Jede Nacht hat ihren Preis (Nightcrawler)
- Ethan Hawke – Boyhood
- Alfred Molina – Liebe geht seltsame Wege (Love Is Strange)
- Edward Norton – Birdman oder (Die unverhoffte Macht der Ahnungslosigkeit) (Birdman or (The Unexpected Virtue of Ignorance))

2016
Idris Elba – Beasts of No Nation
- Kevin Corrigan – Results
- Paul Dano – Love & Mercy
- Richard Jenkins – Bone Tomahawk
- Michael Shannon – 99 Homes – Stadt ohne Gewissen (99 Homes)

2017
Ben Foster – Hell or High Water
- Ralph Fiennes – A Bigger Splash
- Lucas Hedges – Manchester by the Sea
- Shia LaBeouf – American Honey
- Craig Robinson – Morris aus Amerika (Morris from America)

2018
Sam Rockwell – Three Billboards Outside Ebbing, Missouri
- Nnamdi Asomugha – Crown Heights
- Armie Hammer – Call Me by Your Name
- Barry Keoghan – The Killing of a Sacred Deer
- Benny Safdie – Good Time

2019
Richard E. Grant – Can You Ever Forgive Me?
- Adam Driver – BlacKkKlansman
- Josh Hamilton – Eighth Grade
- John David Washington – Monsters and Men
- Raúl Castillo – We the Animals

## 2020er-Jahre
2020
Willem Dafoe – Der Leuchtturm (The Lighthouse)
- Noah Jupe – Honey Boy
- Shia LaBeouf – Honey Boy
- Jonathan Majors – The Last Black Man in San Francisco
- Wendell Pierce – Burning Cane

2021
Paul Raci – Sound of Metal
- Colman Domingo – Ma Rainey’s Black Bottom
- Orion Lee – First Cow
- Glynn Turman – Ma Rainey’s Black Bottom
- Benedict Wong – Nine Days

2022
Troy Kotsur – Coda
- Colman Domingo – Zola
- Meeko Gattuso – Queen of Glory
- Will Patton – Sweet Thing
- Chaske Spencer – Wild Indian